# Eco-Power Stadium
Eco-Power Stadium (znany poprzednio jako Keepmoat Stadium) – stadion piłkarski w Doncaster, w hrabstwie South Yorkshire, w Wielkiej Brytanii. Na stadionie na co dzień swoje mecze rozgrywają drużyny piłkarskie Doncaster Rovers F.C. i Doncaster Rovers Belles L.F.C. (kobieca) oraz klub rugby league Doncaster RLFC. Obiekt otwarty w 2006, może pomieścić 15 231 widzów. Koszt całej inwestycji wraz ze stadionem dla drużyn młodzieżowych oraz bieżnią atletyczną wyniósł 32 mln funtów.